# Коучинг
Коучинг (англ. coaching «тренировка») — метод раскрытия потенциала человека, в процессе которого человек, называющийся «коуч», помогает собеседнику достичь некой жизненной или профессиональной цели. В отличие от менторства, коучинг нацелен на достижение чётко определённых результатов вместо общего развития.

## Этимология

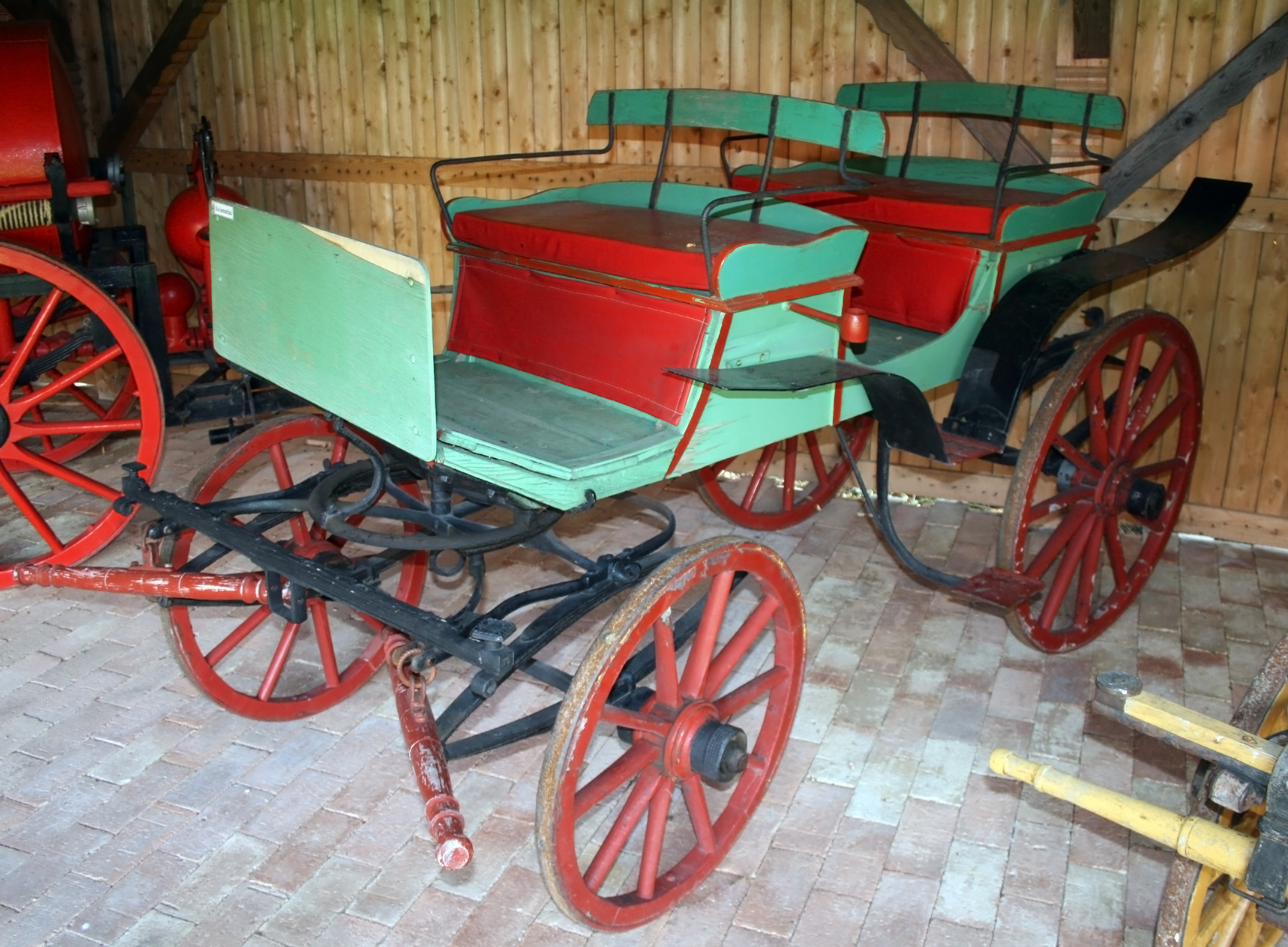
Венгерский коч

Коуч — тренер в англоязычных странах. Как термин пришёл в русский язык из английского, а в английском произошёл от названия грузового транспортного средства, получившего название по месту своего появления (ранее, через немецкое посредство, давшее другое заимствованное в русский язык слово — кучер). Первое использование слова «coach» для обозначения инструктора зафиксировано около 1830 года в Оксфордском университете — «коучем» на жаргоне стали именовать человека, помогающего студенту готовиться к экзамену. Слово «коучинг» получило значение «переносить людей с их места туда, где они хотят быть». В спорте использование данного слова впервые зафиксировано в 1861 году.

## История

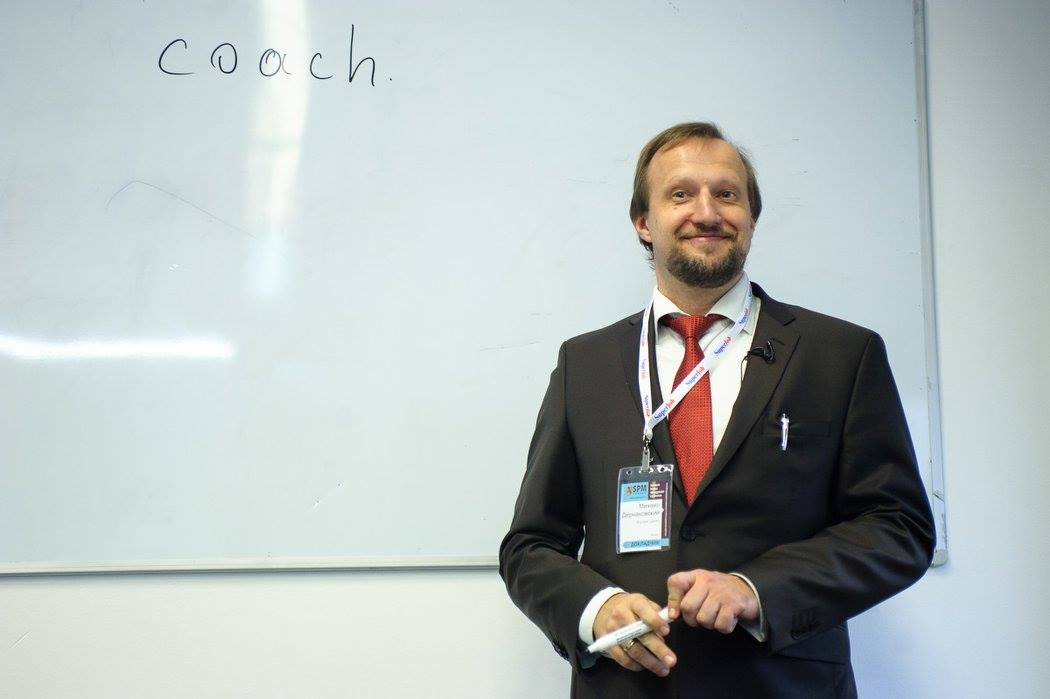
Выступление коуча на конференции SPM 2015

На развитие коучинга влияли многие области знания, включая педагогику, психологию (в том числе спортивную, клиническую, социальную и промышленную), теории лидерства и другие. С середины 1990-х годов коучинг развился в отдельную дисциплину, появились профессиональные ассоциации, например, Ассоциация коучинга, Международная федерация коучей, Европейский совет коучинга и менторства, которые участвовали в разработке стандартов обучения.
Изначально коучинг развивался благодаря исследованиям в области спортивной психологии: важными для становления коучинга были работы спортивного коуча Тимоти Голви, создавшего собственный гуманистический принцип и целую школу коучинга, повлиявшую на многих ведущих коучей Великобритании и его ученика Джона Уитмора. Книгу Голви «The Inner Game of Tennis» часто называют первой крупной публикацией, в которой произошёл разворот от спортивного коучинга к лайф-коучингу, развитому в отдельную дисциплину Вернером Эрхардом, Лорой Уитуорт, Джоном Уитмором и Томасом Леонардом (кодифицировавшим область). Также помимо спортивной влияние оказывала и клиническая психология, публикации психотерапевтов Инсу Ким Берг, Стива де Шейзера и доктора юридических наук Питера Сабо.
Дженет Харви, президент Международной федерации коучей, считает, что развитие коучинга началось в 1970-х годах с Движения за развитие человеческого потенциала и тренинговой компании Эрхарда. Томас Леонард, основавший объединения Coach U, Международную федерацию коучей и Международную ассоциацию коучинга, работал у Эрхарда в 1980-х годах:28,82; он был первым успешным популяризатором коучинга.
Многие коучинговые организации имеют стандарты поведения и «кодексы чести», следование которым они считают необходимым для защиты интересов клиентов.

## Практическое применение
Профессиональный коучинг включает такие техники, как наводящее перефразирование, слушание, задавание вопросов, уточнение, которые помогают клиенту изменить перспективу и увидеть новые подходы к достижению желаемой цели. Вышеописанные техники применимы почти в любой разновидности коучинга. В этом смысле коучинг является «мета-профессией», позволяющей помочь клиенту в самых различных областях. Из-за этого виды коучинга могут частично перекрываться.
Коучинг достаточно часто считают особым видом психологического консультирования, но область применения и суть коучинга состоит в сотрудничестве и сотворчестве с целью раскрытия ресурсов человека и стимулирования его к обучению и осознанной жизни.

### Лайф-коучинг
Лайф-коучинг использует широкий набор инструментов и техник, взятых из других дисциплин (в частности, психологии, нейробиологии и профориентации), чтобы помочь клиенту определить и достичь личных целей. Профессиональные лайф‑коучи могут иметь сертификаты и дипломы в различных областях, включая психологическое консультирование и родственные ему, однако лайф-коуч не является ни психотерапевтом, ни социальным педагогом, ни работником здравоохранения.

### Коучинг людей с дефицитом внимания
Концепция особого типа лайф-коучинга для людей, страдающих СДВГ, впервые была озвучена в 1994 году психиатрами Эдвардом Хэллоуэллом и Джоном Рейти в книге «Driven to Distraction». Коучинг для людей с СДВГ сфокусирован на том, чтобы уменьшить влияние дисфункции целенаправленной деятельности, типичного для СДВГ.
Коуч помогает клиенту лучше управлять временем, организовываться, ставить цели и достигать их, завершать начатые проекты. Кроме того, коуч может помочь с тем, чтобы справиться с характерными для СДВГ проблемами и выявить личные сильные стороны клиента. Такие коучи помогают с осознанием ожиданий, предъявляемых клиентам другими людьми, так как люди с СДВГ обычно имеют проблемы с точным определением собственного потенциала.
В отличие от психологов или психотерапевтов коучи этого типа не лечат клиентов, их внимание направлено только на упрощение повседневной жизни человека и поведенческие аспекты синдрома. Конечной целью коучинга для людей с СДВГ является появление «внутреннего коуча», набора правил саморегуляции и навыков планирования.
В исследовании 2010 года, проведённом Университетом Уэйна, был оценён эффект специфического коучинга 110 студентов с СДВГ. Исследовательская группа пришла к заключению, что коучинг показал высокую эффективность в улучшении целенаправленной деятельности и сопутствующих навыков, измеренную с помощью LASSI. Тем не менее, не всем страдающим СДВГ нужен коуч, и не всем коуч может помочь.

### Бизнес-коучинг
Бизнес-коучинг является разновидностью техники развития кадрового потенциала. Бизнес-коучинг предоставляет индивидуально и группам поддержку и позитивную обратную связь для улучшения эффективности работы. Бизнес-коучинг по-английски также именуется «коучингом руководителей» (executive coaching), корпоративным и лидерским коучингом.
Коучи помогают клиентам достичь профессиональных целей вроде продвижения по карьерной лестнице, улучшения коммуникативных навыков, управления эффективностью работы, организации труда, усиления лидерства и стратегического мышления, увеличение эффективности разрешения конфликтов, а также создания продуктивной команды. Примером бизнес-коуча является специалист по психологии труда. Бизнес-коучинг эффективен в улучшении производительности, комфорте, способности находить силы для преодоления проблем, улучшении отношения к труду и достижении целей.
Бизнес-коучинг не ограничен вмешательством извне: во многих организациях руководители высшего и среднего звена должны периодически становиться коучами для коллег, помогая им увеличить удовлетворённость работой, ускорить профессиональный и карьерный рост. Исследования свидетельствуют о том, что у коучинга руководителей имеется положительный эффект на производительность труда.
Существуют профессиональные членские организации, такие как Альянс профессиональных бизнес-коучей, Международная федерация коучей, Международный совет коучинга (International Coaching Council) и Всемирная ассоциация бизнес-коучей. Ассоциация психоаналитического коучинга и бизнес-консультирования (АПКБК). При этом сертификации и лицензирования бизнес-коучей не существует, поэтому членство в них не обязательно для работы. Многие бизнес-коучи называют себя более общим словом «консультант». Согласно отчёту 2007 года MarketData, бизнес- или лайф-коучами в США являются около 40 000 человек в США, а 2,4-миллиардная индустрия коучинга растёт со скоростью 18 % в год.

### Научный коучинг
В начале 2000-х годов ряд учёных, исследователей и тренеров, выделили новое направление коучинга и дали ему название «научный коучинг». Основная цель — повышение качества решений и действий по достижению учебной и научной целей посредством развивающего диалога с участием независимого специалиста (коуча). «Элементами научного метода являются теории, гипотезы, научные законы, научное моделирование, эксперименты, научные исследования, наблюдения, измерения».

### Психоаналитический коучинг
Метод был разработан в 2009 году Манфредом Кетс де Врисом, профессором бизнес-школы INSEAD, известным специалистом в области менеджмента, психоанализа и бизнес-консультирования.
В 2011 году Манфред Кетс де Врис и профессор Андрей Владимирович Россохин, доктор психологических наук, психоаналитик и executive-коуч, открыли магистерскую программу «Психоанализ и психоаналитическое бизнес-консультирование» в НИУ ВШЭ.

### Спортивный тренер

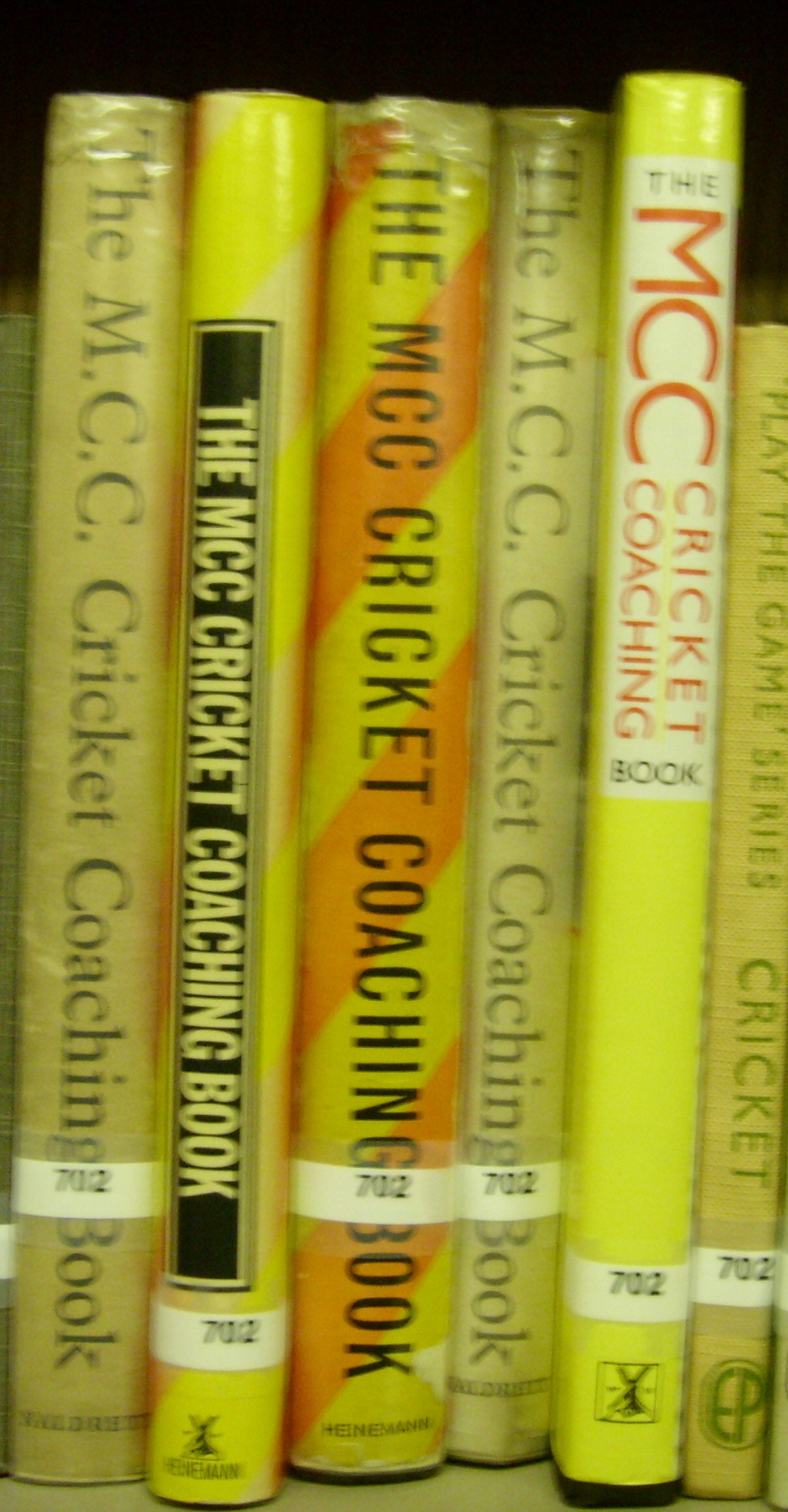
Тренерская библиотечка клуба крикета Marylebone

Спортивный тренер обучает спортсмена или команду. Тренеры занимаются не только консультированием при подготовке к соревнованиям, они делают управленческую работу, а также выступают представителями подопечных. При этом основная задача состоит в создании условий, когда спортсмен сам будет находить оптимальные пути к высоким результатам с учётом собственных индивидуальных особенностей. Конечная цель спортивного тренера — подготовить атлетов к победе.

### Другие виды
Выбор карьеры может также быть предметом коучинга, который в таком случае именуется профориентацией. Также коучинг может быть карьерным — связанным с целью достижения более высоких должностей.
Академический коуч помогает научиться справляться с домашним заданием и получить навыки для повышения успешности обучения в целом (в отличие от обычной помощи по какому-либо предмету).
Финансовый коучинг — относительно новая форма коучинга, задачей которого является преодоление проблем с достижением финансовых целей и обучение тому, как следовать финансовым планам. Финансовый (также «денежный») коуч помогает клиенту уменьшить и реструктурировать долги, уменьшить траты, выработать привычку к накоплению. Существующих исследований недостаточно для установления полезности такого вида коучинга.
Коучинг по здоровому образу жизни — другая новая профессия, помогающая клиентам научиться жить с болезнями и синдромами, в особенности с хроническими или неизлечимыми.

## Критика
В критических отзывах коучинг часто сравнивается с психотерапией без ограничений, регуляции, контроля и морального кодекса. Из-за отсутствия государственной регуляции большинство лайф-коучей и коучей по здоровому образу жизни не проходили сертификацию или специальное обучение.
С увеличением популярности коучинга многие высшие учебные заведения предлагают обучение коучингу по одобренным Международной федерацией коучей (МФК) программам. Некоторые подобные курсы позволяют получить сертификат лайф-коуча после нескольких дней занятий, однако МФК предупреждает о том, что такие сертификаты не означают наличия всех требуемых навыков. Одобренные МФК программы предполагают продолжительность минимум 125 академических часов, 10 часов коучинга и наличие оценки знаний. Для сравнения: в Калифорнии психолог-консультант должен получить 3000 часов профессионального опыта под присмотром специалиста.
В отношении коучинга иногда применяется уничижительный термин «инфоцыганство», подразумевающий продажу коучем бесполезной информации и осуществление им мошеннической деятельности. Этот термин связан с этническим стереотипом о цыганах как манипуляторах, навязывающих жертве товар или услугу, который ей не нужен и за который нужно заплатить («позолотить ручку»). Термин критикуется как расистский и ксенофобский.